# Dioses y generales
Dioses y generales (Gods and Generals, en inglés) es una película épica de 2003 que relata la Guerra Civil Norteamericana dirigida por Ronald F. Maxwell. La acción desarrolla entre 1861 y 1863 retrata por igual ambos bandos, describe las batallas y la situación de las familias que vivieron la guerra.
Es una precuela de la película Gettysburg la cual está basada en la novela The Killer Angels de Michael Shaara. Al fallecer, su hijo Jeffrey Shaara publicó dos libros más sobre la Guerra Civil Americana creando así una trilogía junto a su padre. El primero libro fue Gods and Generals del que está basado esta película y el segundo se titula The Last Full Measures.

## Argumento
Dioses y Generales es una película histórica y está basada en el best seller de Jeff Shaara. Es la precuela de la película Gettysburg, que describe la batalla más importante de esa guerra, que ocurrió en julio de 1863. Relata los primeros años de la Guerra de Secesión, la Guerra Civil Americana, una guerra que le costó la vida a 620000 personas, pero no se centra en una batalla en particular, sino en el conflicto en general y en los militares protagonistas de este hecho. La acción se desarrolla entre 1861 y 1863 y relata a los héroes de ambos bandos, describe las batallas y la situación de las familias que vivieron la guerra desde sus hogares. El espíritu de unos hombres que lucharon por su país y sus principios patrióticos son lo que identifican el tono de la película.
El protagonismo recae en los jefes sureños, entre los que destacan figuras como el General Robert Lee o el Teniente General Thomas “Stonewall” Jackson.
El presidente Lincoln solicita los servicios del Coronel Robert Lee para encabezar una fuerza expedicionaria norteña que invadiera Virginia, pero Lee se niega a aceptar dicha comisión, ya que, aunque se le dice que es su deber para con la patria, para Lee su patria es Virginia.
La película finaliza con la muerte de ‘’Stonewall’’ Jackson, en 1863 durante la batalla de Chancellorsville en mayo de 1863, que fue vitoriosa para la Confederación. Por lo tanto, no completa el ciclo histórico de la Guerra Civil Americana. Este hecho refuerza la idea de que el film se centra más en mostrar las vidas de los personajes paralelamente del conflicto bélico, que se queda en un segundo plano.

## Reparto y personajes
- Stephen Lang como Teniente General Thomas ‘’Stonewall’’ Jackson (Estados Confederados de América).
- Jeff Daniels como Coronel Joshua Lawrence Chamberlain (Estados Unidos de América).
- Robert Duvall como General Robert E. Lee (ECA).
- Kevin Conway como Sargento Buster Kilrain (20th Maine).
- C. Thomas Howell como Teniente Thomas Chamberlain (20th Maine).
- Jeremy London como Capitán Alexander ‘’Sandie’’ Pendleton (ECA).
- Matt Letscher como Coronel Adelbert Ames (20th Maine).
- Brian Mallon como General Winfield Scott Hancock (EUA).
- Bo Brinkman como Teniente Coronel Walter H. Taylor (ECA).
- Bruce Boxleitner como Teniente General James Longstreet (ECA).
- William Sanderson como General A.P Hill (ECA).
- Billy Campbell como General George Pickett (ECA).
- Alex Hyde-White como General Ambrose E. Burnside (EUA).
- Joseph Fuqua como General J.E.B. Stuart (ECA)
- John Prosky como General de Brigada Lewis A. Armistead (ECA).
- Royce D. Applegate como General de Brigada James L. Kemper (ECA).
- Patrick Gorman como General John Hood (ECA).
- W. Morgan Sheppard como General Isaac R. Trimble (ECA)
- James Patrick Stuart como Coronel Edward Porter Alexander (ECA).
- Jonathon Demers como General de Brigada Richard S. Ewell (ECA).
- Andrew Prine como General de Brigada Richard B. Garnet (ECA)
- James Garrett como General de Brigada John C. Caldwell (EUA)
- J. Scott Watkins como General de Brigada Raleigh E. Colston (ECA)
- Fred Griffith como General de Brigada Robert Rodes (ECA).
- Tim O’Hare como General de Brigada Robert Rodes (ECA).
- John Catle como General de Brigada William N. Pendleton (ECA)
- Matt Lindquist como Teniente Coronel pruso Heros Von Borcke (ECA).
- Ted Turner como Teniente Coronel Waller T. Patton (ECA)
- Lester Kinsolving como General de Brigada William Barksdale (ECA).
- Cooper Huckabee como Henry Thomas Harrison.
- Mira Sorvino como Fanny Chamberlain.
- Kali Rocha como Anna Jackson.
- Donzaleigh Abernathy como Martha.
- Karen Hochstetter como Roberta Corbin.
- Martin Clark como Dr. George Junkin.
- Christie Lynn Smith como Catherine Corbin.
- [3]

## Producción
La película fue filmada en el Valle Shenandoah de Virginia, Maryland Occidental y en Virgina Occidental. En la película se incluyen localizaciones reales históricas como el Instituto Virginia Military.
Los productores de la película fueron  Ronald F. Maxwell, Robert Katz, Moctesuma Esparza, Mace Neufeld y Robert Rehme. En cuanto a la productora, estas fueron Warner Bros. Pictures y Ted Turner Pictures.
Durante la posproducción, el director, Ronald F. Maxwell y las dos productoras tuvieron un debate acerca de lanzar la film en dos partes y en dos años o en una misma película. Finalmente se decidió lanzarla como una sola parte.

## Banda sonora
La música para la película fue compuesta por John Frizzell en 2003, con algunas contribuciones menores por Randy Edelman, el cual compuso la banda sonora para Gettysburg. Lo más destacable de la banda sonora es la canción Cross the Green Mountain, escrita e interpretada por Bob Dylan. 

## Recepción
La película se estrenó en Estados Unidos el 21 de febrero del año 2003. En España nunca llegó a estrenarse dado al poco éxito en comparación con su predecesora Gettysburg. Pero si está en venta en blu ray el montaje del director en varias lenguas incluida el español. La recaudación de 12.8 millones de dólares no llegó ni a la mitad del presupuesto dado, que fue de 56 millones de dólares.
En cuanto a las críticas, las calificaciones son más bien bajas. Por ejemplo, en el consenso crítico del sitio web Rotten Tomatoes dicen: "Lleno de personajes bidimensionales y pomposa santurronería, Gods and Generals es una sentada larga y tediosa. Algunos también pueden ofenderse por el sesgo pro confederado".  El crítico de cine Roger Ebert también tiene una opinión parecida a cerca de la film, así pues la describe como "una película de la Guerra Civil que Trent Lott podría disfrutar", refiriéndose al político republicano que fue diputado y senador por el estado de Misisipi. Además crítico a la película por ‘’citas concisas’’ y por la música. Así pues, en general lo más criticado de la película es su carácter pro confederal.
Otra interesante crítica es la el historiador Steven E. Woodworth : ‘’la película más pro confederada desde Birth of a Nation, una verdadera celebración de celuloide de la esclavitud y la traición’’. Sus razones para esta acusación fueron: ‘’Gods and Generals trae a la pantalla grande los principales temas de la mitología de Causa Perdida que los historiadores profesionales han estado trabajando durante medio siglo para combatir. En el mundo de los dioses y generales, la esclavitud no tiene nada que ver con la causa confederada. En cambio, los confederados están luchando noblemente por, y no en contra, la libertad, ya que los espectadores son recordados una y otra vez por un personaje sureño blanco tras otro.’’ La relativa falta de atención dada a las motivaciones de los soldados de la Unión que combaten y la imagen de los esclavos como ‘’generalmente felices’’ es también criticada por Woodworth.